# Cimetière celtique de La Fosse Cotheret
Le cimetière celtique de la Fosse Cotheret est un site archéologique gaulois dans le lieu-dit éponyme situé dans la ville de Roissy-en-France, dans le Val-d'Oise. Il contenait notamment deux chars accompagnés de bronzes d'art celtique remarquables.

## Localisation et fouilles
Après la découverte du site en 1998 à l'occasion des travaux d'expansion de l'aéroport de Paris-Charles-de-Gaulle, les fouilles sont menées en 1999 sous la direction de Thierry Lejars dans le cadre de l'Afan. Il forme un ensemble sépulcral de 200 mètres carrés au nord de l'aéroport, à proximité d'un habitat protohistorique encore inexploré et sur un sol limoneux dont l'acidité explique l'absence de restes anthropologiques dans les tombes. 

## Une nécropole aristocratique
Comprenant une dizaine de sépultures de taille modeste, le cimetière s'apparente à des ensembles funéraires semblables de la Plaine de France trouvés à Bouqueval et au Plessis-Gassot. Si le sexe et l'âge des morts reste difficile à déterminer, la taille des caveaux indique le recours à l'inhumation. Le mobilier funéraire trahit l'appartenance des défunts à l'élite politique ou religieuse

## Vestiges archéologiques

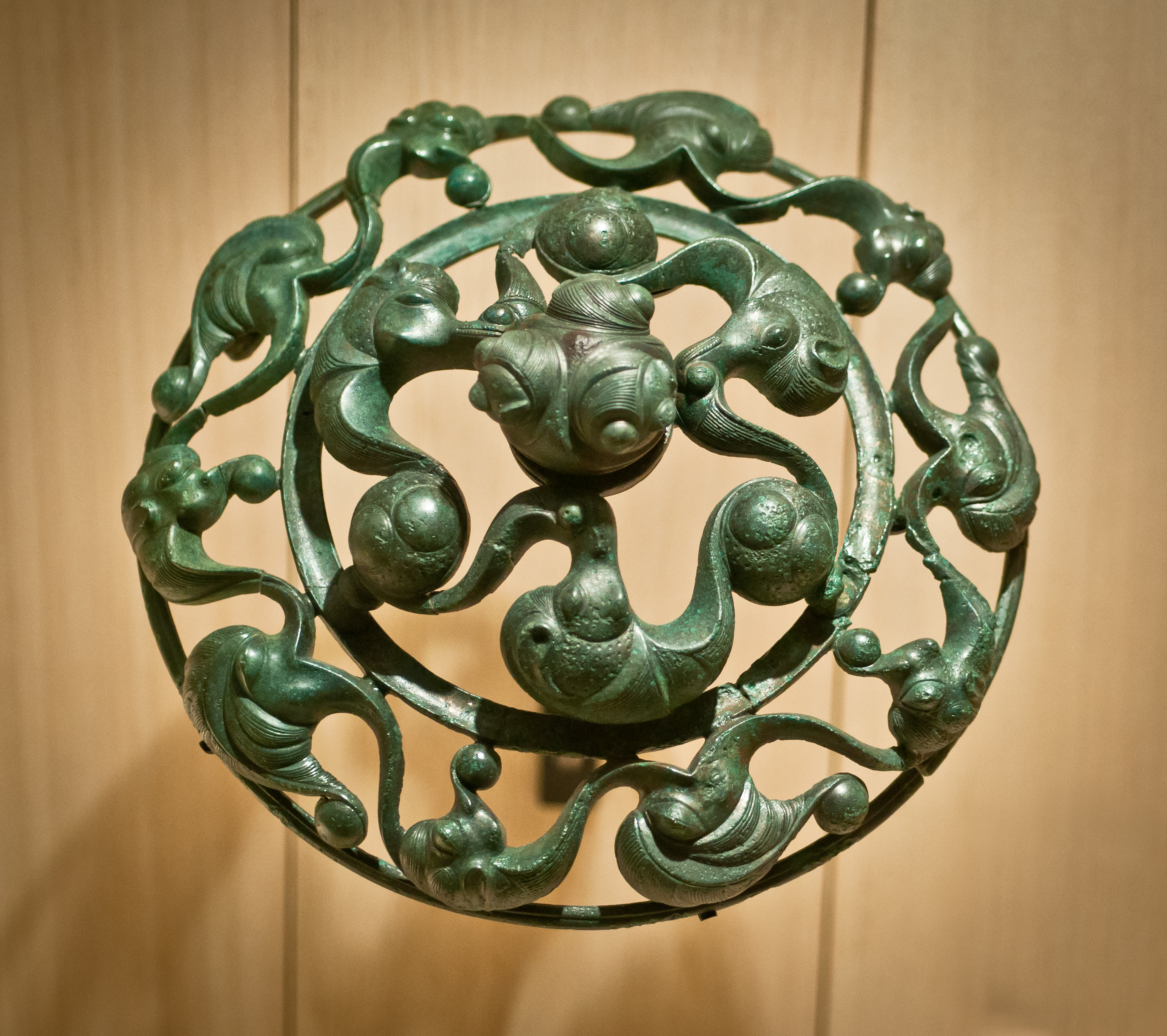
Le dôme aux dragons.

Chaque tombe abritait un ou plusieurs vestiges, notamment des objets en fer, comme des fibules. Leur datation remonte à la fin de la Tène ancienne, aux alentours du IIIe siècle av. J-C.  Deux des tombes abritaient des chars à deux roues. Si l'un appartenait à un guerrier, comme le montre son équipement, le statut social de l'autre reste plus difficile à déterminer. 
À l'origine fixées sur un joug en bois, des appliques en bronze ont été trouvées à l'avant de ce char. L'une des pièces les plus remarquables de cet ornement est un dôme de bronze ajouré, d'une vingtaine de centimètres de diamètre, dans laquelle figurent des monstres sur le pourtour et au centre des cercles. L'attirail modeste du mort appartenant cependant à une classe sociale privilégiée, ainsi que la présence d'un galet zébré évoquant les pratiques de la lithomancie, laisse penser qu'il pourrait s'agir d'un druide.